# Коваленко, Анатолий Дмитриевич
Анатолий Дмитриевич Коваленко (16 января 1905, Киев — 19 сентября 1973, Киев) — советский учёный в области механики. Профессор (1949). Академик АН УССР (1961). Заслуженный деятель науки и техники УССР (1964). Лауреат Государственной премии УССР в области науки и техники (1971).

## Биография
Родился 16 января 1905 года в Киеве.
В 1929 году окончил Киевский политехнический институт.
С 1936 года работал в Институте строительной механики АН УССР, в 1959—1973 годах — в Институте механики АН УССР (в 1959—1965 годах — директор).
В 1935—1941 и 1944—1949 годах — преподаватель Киевского политехнического института, с 1949 года — профессор Киевского университета.
Умер 19 сентября 1973 года в Киеве.

## Научная деятельность
Основные исследования относятся к теории упругости и термоупругости применительно к конструкций новой техники. Разработал термодинамические основания теории термоупругости. В теории специальных функций ввел и исследовал гипергеометрические функции второго рода.
Получил точные решения ряда задач о напряженном состоянии круглых пластин и оболочек вращения переменной толщины, создал методы расчета элементов турбомашин, нашедшие широкое применение на практике.
Подготовил семь докторов и 50 кандидатов наук.

### Научные труды
Автор более 120 научных работ, в том числе 11 монографий, в частности:
- Теория расчёта на прочность колёс турбомашин (1950);
- Введение в термоупругость (1969);
- Термоупругость пластин и оболочек (1971).

## Память
25 мая 1976 года в Киеве, по адресу: ул. Петра Нестерова, 3, на фасаде Института механики имени С. П. Тимошенко НАНУ открыта мемориальная доска с надписью: «В этом доме в 1961—1973 гг. работал выдающийся учёный в области механики, академик АН УССР Анатолий Дмитриевич Коваленко 1905—1973» (бронза; барельеф; скульптор А. М. Кальницкая, архитектор А. А. Сницарев).